# Maierdorf
Maierdorf ist eine ehemalige Gemeinde mit 513 Einwohnern (Stand: 31. Oktober 2013)
im Bezirk Südoststeiermark im Südosten der Steiermark (Österreich). Im Rahmen der Gemeindestrukturreform in der Steiermark ist sie seit 2015 mit den Gemeinden Aug-Radisch, Baumgarten bei Gnas, Grabersdorf, Gnas, Poppendorf, Raning, Trössing und Unterauersbach zusammengeschlossen,
die neue Gemeinde führt den Namen Marktgemeinde Gnas weiter. Grundlage dafür ist das Steiermärkische Gemeindestrukturreformgesetz – StGsrG.

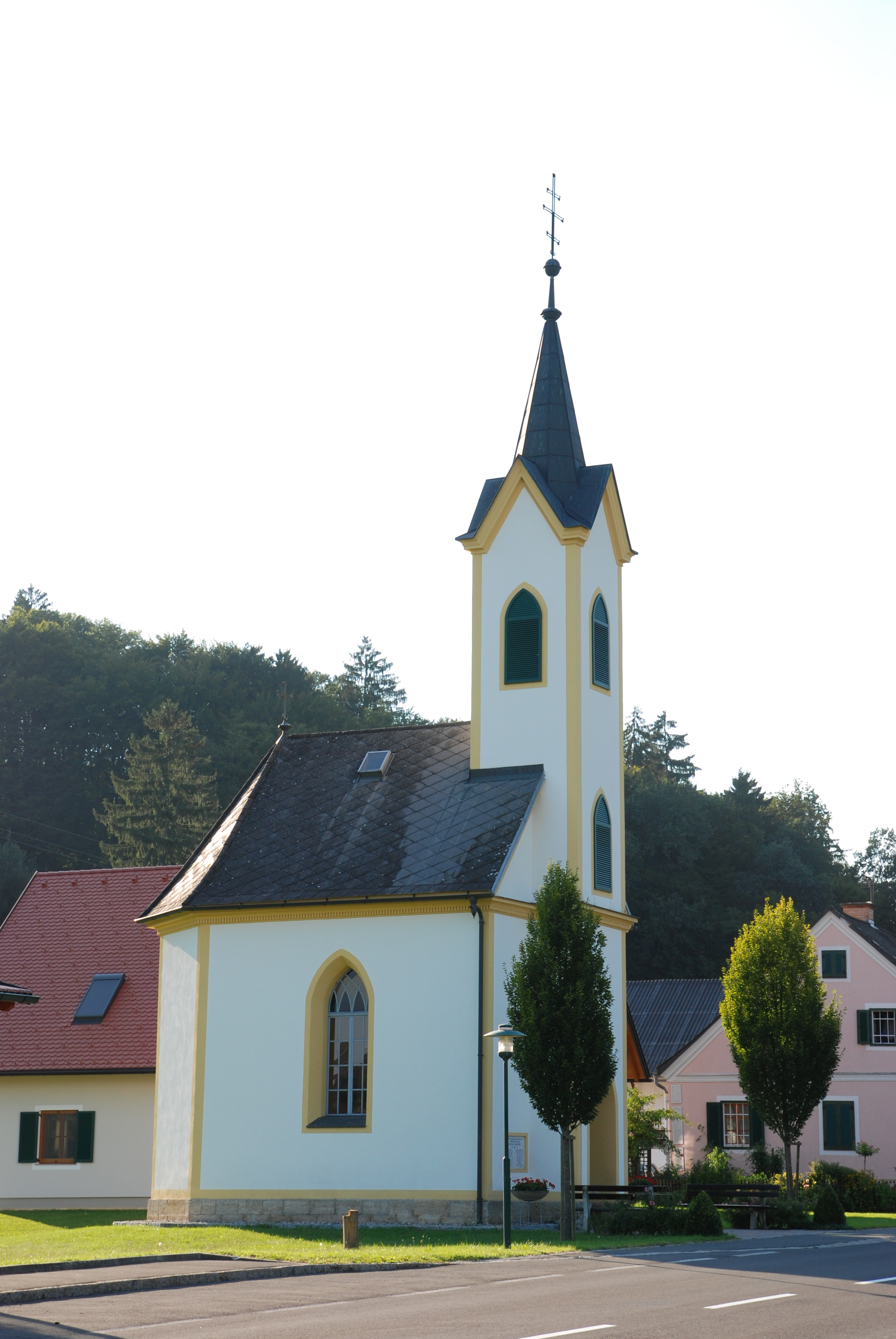
Ortskapelle Maierdorf

## Geografie

### Geografische Lage
Maierdorf liegt etwa 38 km südöstlich von Graz und etwa 8 km südlich der Bezirkshauptstadt Feldbach im Oststeirischen Hügelland.

### Nachbarorte
- im Norden: Gniebing-Weißenbach und Mühldorf bei Feldbach
- im Osten: Bad Gleichenberg und Trautmannsdorf in Oststeiermark
- im Süden: Poppendorf
- im Westen: Gnas

### Gliederung
Das Gemeindegebiet umfasste folgende fünf Ortschaften (in Klammern Einwohnerzahl, Stand 1. Jänner 2024):
- Hirsdorf (129)
- Katzelsdorf (43)
- Kinsdorf (126)
- Ludersdorf (94)
- Maierdorf (135)

Die Gemeinde bestand aus den beiden Katastralgemeinden Hirsdorf und Maierdorf.

## Politik

### Gemeinderat
Der letzte Gemeinderat bestand aus neun Mitgliedern und setzte sich seit der Gemeinderatswahl 2010 aus Mandaten der folgenden Partei zusammen:
- 7 ÖVP – stellte Bürgermeister und Vizebürgermeister
- 2 SPÖ

### Wappen
Die Verleihung des Gemeindewappens erfolgte mit Wirkung vom 1. August 1991.

Blasonierung (Wappenbeschreibung):
„In Grün wachsend ein silberner Ziegenbock mit ausgeschlagener Zunge, eine silberne Hirserispe mit den Läufen haltend.“

## Kultur und Sehenswürdigkeiten

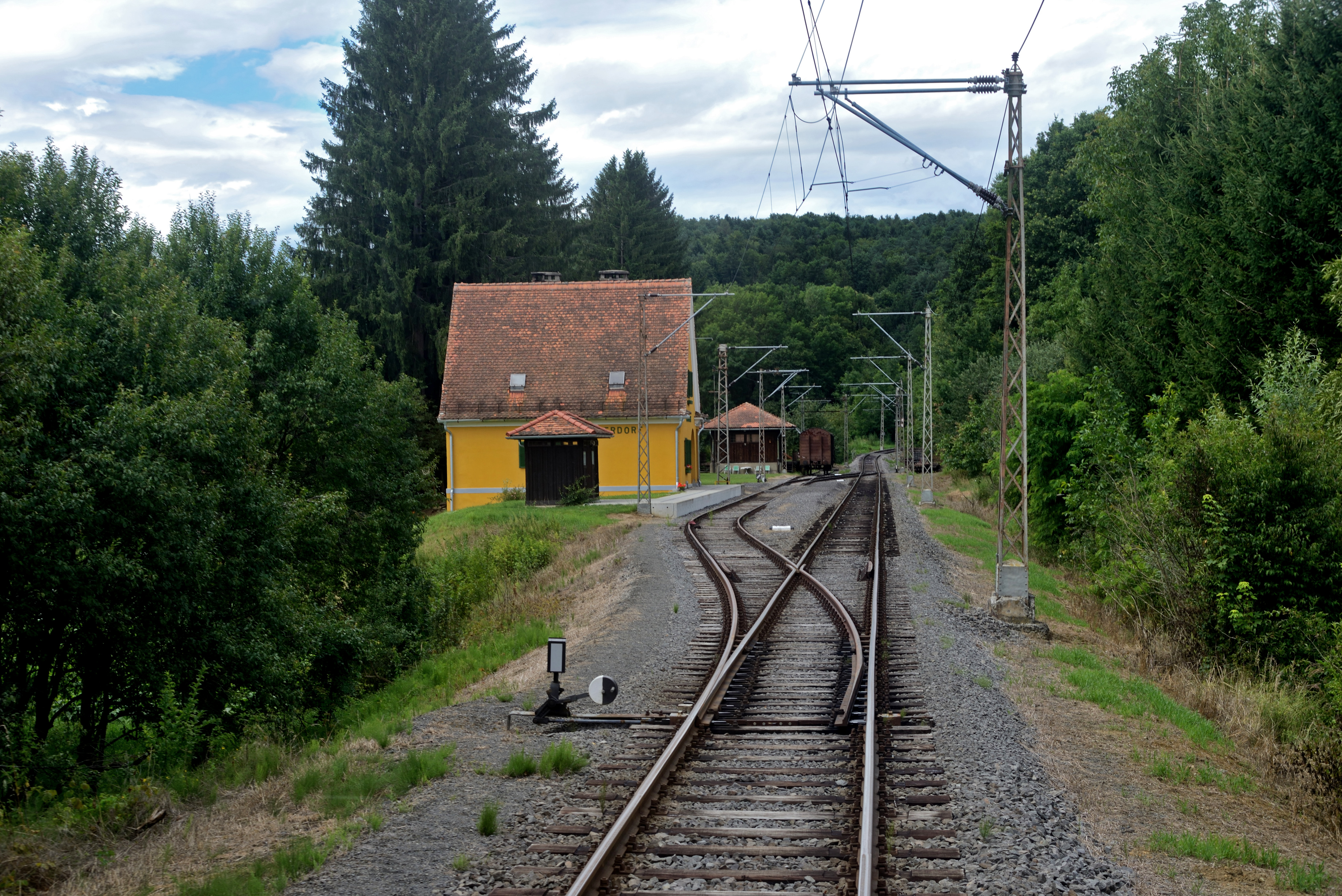
Bahnhof Maierdorf

## Verkehr
Der Bahnhof in Maierdorf gehört zur Landesbahn Feldbach–Bad Gleichenberg, die von den Steiermärkischen Landesbahnen betrieben wird.